# أمير شرفي
أمير شرفي (بالفارسية: امیر شرفی) هو لاعب كرة قدم إيراني في مركز الوسط، ولد في 25 يونيو 1989 في الأهواز في إيران. لعب مع نادي استقلال أهواز ونادي فولاد خوزستان.